# Константиноградский уезд
Константиноградский уезд (в 1921—22 — Конградский, с декабря 1922 года по март 1923 Красноградский) — административно-территориальная единица Полтавской губернии Российской империи; создан в 1783 году и существовал до марта 1923 года. Уездный центр — город Константиноград (Конград, теперь Красноград, районный центр Харьковской области).

## География
Константиноградский уезд находился в юго-восточной части Полтавской губернии.
Главные реки в уезде — Орель и Берестовая.

## История
Константиноградский уезд был образован в 1783 году на территории Екатерининской провинции Новороссийской губернии. Был включен в Екатеринославское наместничество.
При Павле I в 1796 году восстанавливается изначальная граница Малороссии и Новороссии, учреждаются соответствующие губернии. Константиноградский уезд вновь стал частью Новороссийской губернии.
В 1802 году включён в состав Полтавской губернии.
К реформе 1861 года почти 60 % всех крестьян уезда были крепостными, они получили после реформы по 2,4 десятины на ревизскую душу, а бывшие государственные крестьяне — по 5,2 десятины на душу. Цензовых дворян (до реформы) в уезде было 66. Крупнейшими землевладельцами были: великая княгиня Елена Павловна, Базилевский, графы Ламберт, Струков, Милорадовичи, Кохановский, Сахновский фон Лауниц, Марченко.
В начале XX века Константиноградский уезд стал одним из центров крестьянских движений, крупнейшие из которых состоялись весной 1902 года и в 1905 году. С нападения на Карловскую экономию герцогов Мекленбург-Стрелицких 26 марта 1902 года началось крестьянское выступление, которое охватило сёла Варваровка, Максимовка, Марьяновку, Поповку, Белуховка и другие, вышло за пределы экономии и стало быстро распространяться в Константиноградском и Полтавском уездах. Мятежное движение охватило Карловскую вотчину Мекленбург-Стрилицких и ряд других населенных пунктов уезда также в 1905—07 годах.
Во времена гражданской войны в уезде действовали партизанские отряды Я. С. Укусова, М. Е. Козырева, П. А. Зеленского, которые в январе 1919 года объединились в отдельную бригаду при Харьковской группе войск.
С начала 1920-х годов уезд назывался Конградским. В декабре 1922 года переименован в Красноградский.
Константиноградский уезд был расформирован согласно постановлению ВУЦИК от 7 марта 1923 года.

## Статистика, деление и население
Площадь Константиноградского уезда — 5 341 кв. вёрст. Население (перепись 1897 года) — 230 882 человек.
По переписи 1900 года в уезде насчитывалась 21 волость, 314 сельских населенных пунктов, 288 сельских общин, 32 247 дворов, 214 130 человек сельского населения. Волостные центры: местечки Карловка и Нехвороща, сёла Белуховка, Берестовенька, Великие Бучки, Малая Перещепина, Петровка, Песчаное, Русский Орчик, Рясское, Федоровка, Циглерёвка и другие.
По состоянию на 1900 год в Константиноградском уезде была 21 волость:
- Берестовенковская;
- Белуховская;
- Великобучковская;
- Ганебновская;
- Дар-Надеждинская;
- Жирковская;
- Зачепиловская;
- Карловская;
- Кегичевская;
- Малоперещепинская;
- Машевская;
- Наталинская;
- Нефорощанская — с. Нефороща;
- Новотагамлицкая;
- Парасковиевская;
- Песчанская;
- Петровская;
- Руновщинская;
- Рясская;
- Староверческая;
- Тагамлицкая.

Основную массу населения составляли малороссы и великороссы, также жили немецкие колонисты, поселившиеся здесь в начале XIX века.
В начале 1923 года Константиноградский уезд состоял из 26 волостей, его площадь составляла 542 187 десятин, а население было 306 280 человек.

## Экономика
В 1900 году посевные площади Константиноградского уезда составляли 262 452 десятины.
Основная населения уезда занималась земледелием, в 84 селах сеяли табак и коноплю. Хлеба в уезде собирали в среднем по 38,5 пуду на душу.
По развитию скотоводства уезд занимал первое место в Полтавской губернии.
В заводской промышленности Константиноградского уезда преобладало винокурение. Рабочих — 760 человек. Кустарные промыслы были развиты слабо.
Через уезд проходила линия Харьково-Николаевской железной дороги.

## Социальная сфера
На 1900 год в Константиноградском уезде насчитывалось 8 медицинских участков, 20 фельдшерских пунктов, 86 земских училищ. Среди последних была, в том числе, школа садоводства и огородничества.